# Honda Prelude
Honda Prelude (яп. ホンダ・プレリュード, Honda Pureryūdo) — дводверне, чотиримісне купе та ліфтбек-купе виробництва компанії Honda. Виготовляється з 1978 року. Знято з виробництва в 2001 році через високу вартість і низький попит. Повернуто до модельного ряду в 2025 р. Всі моделі вироблялися з приводом на передні колеса і тільки з чотирициліндровими рядними двигунами.

## Перше покоління (SN; 1978–1983)

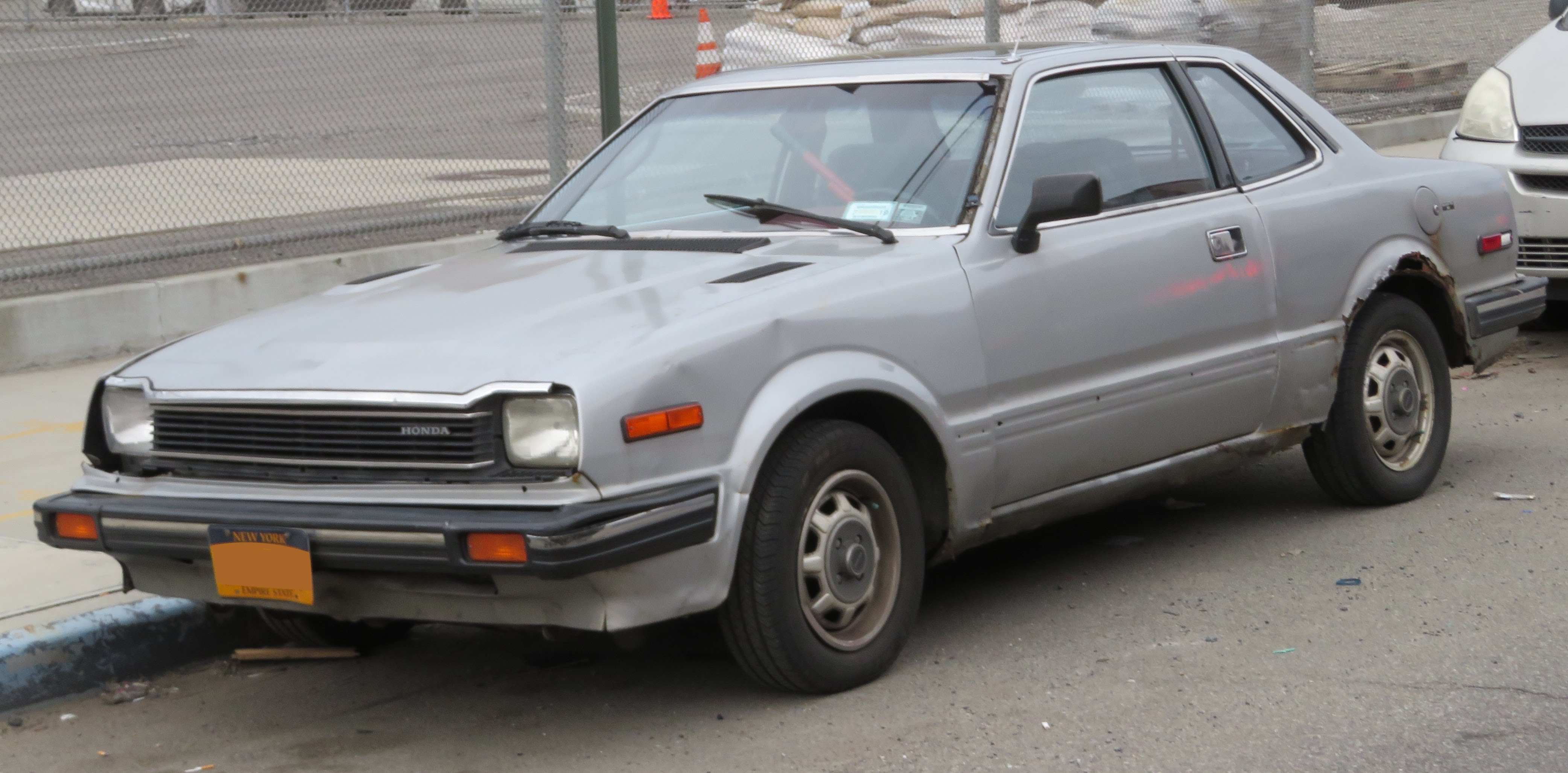
Перше покоління (1978–1983)

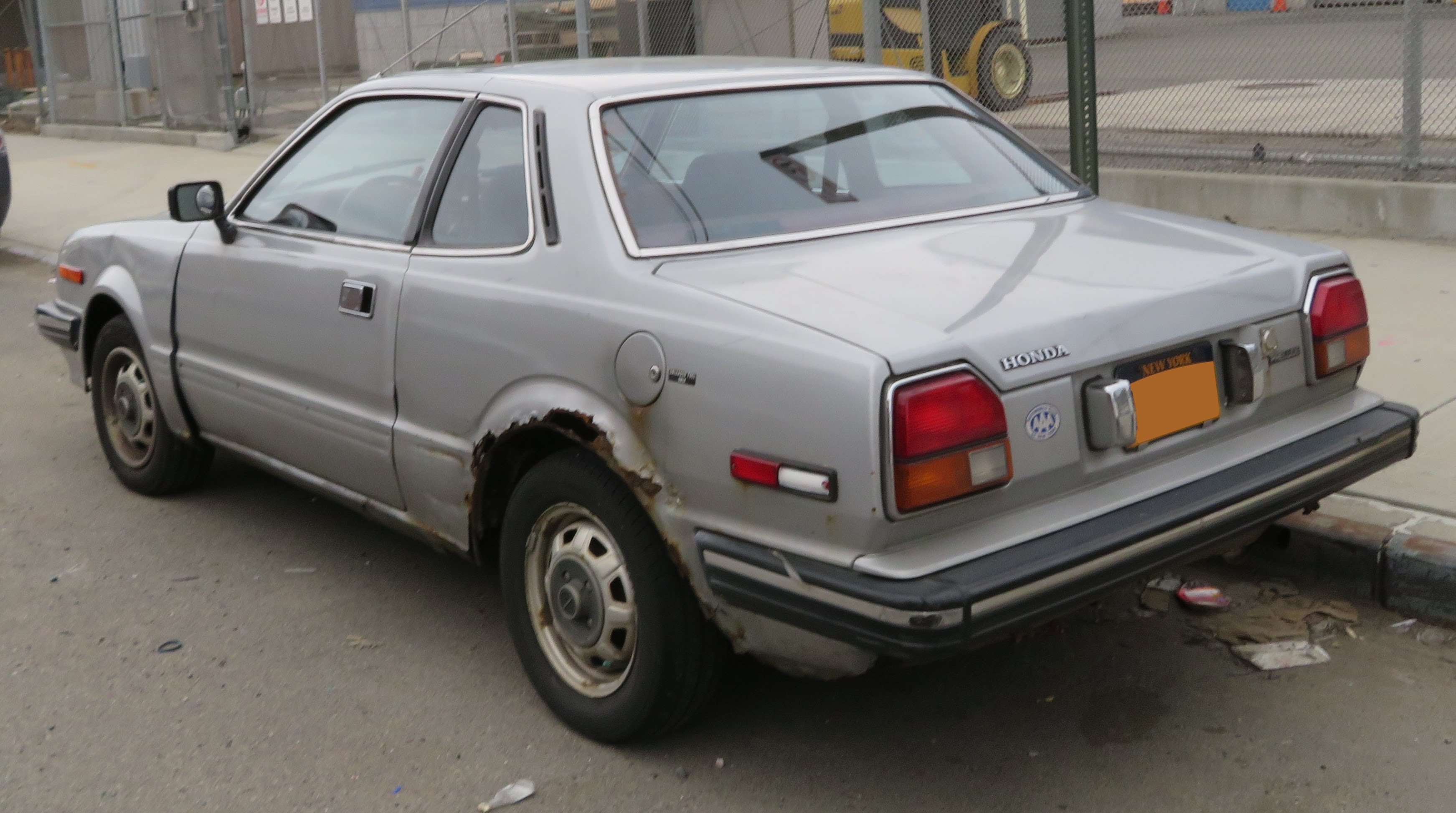

З'явилося в 1978 році. Оснащувалося двигуном об'ємом 1602 см³, потужністю 80 к.с. На автомобілі використовувалася п'ятиступінчаста механічна трансмісія або двоступенева автоматична.

### Двигуни
- 1,602 л EL Р4
- 1,751 л EK Р4

## Друге покоління (AB, BA1/2/3/6, BB; 1982–1987)

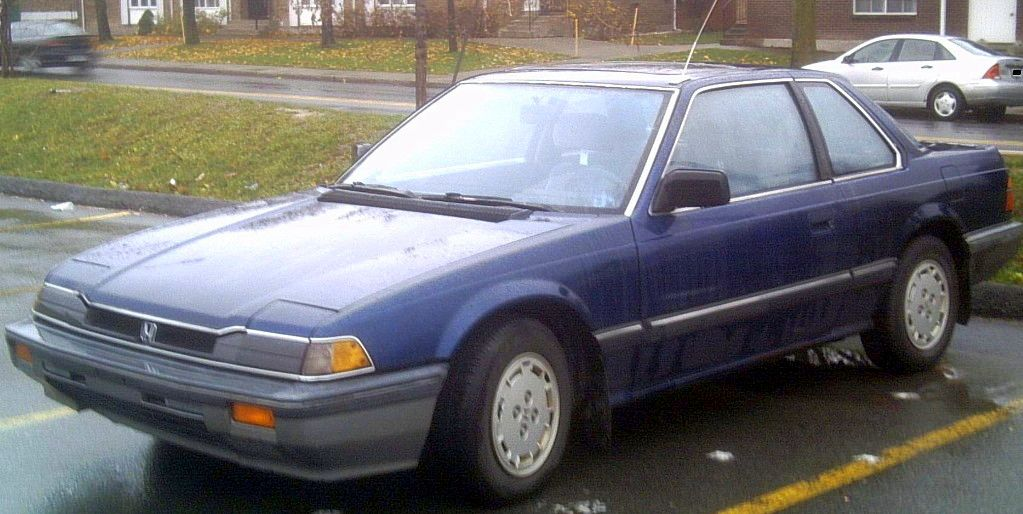
Друге покоління (1982-1987)

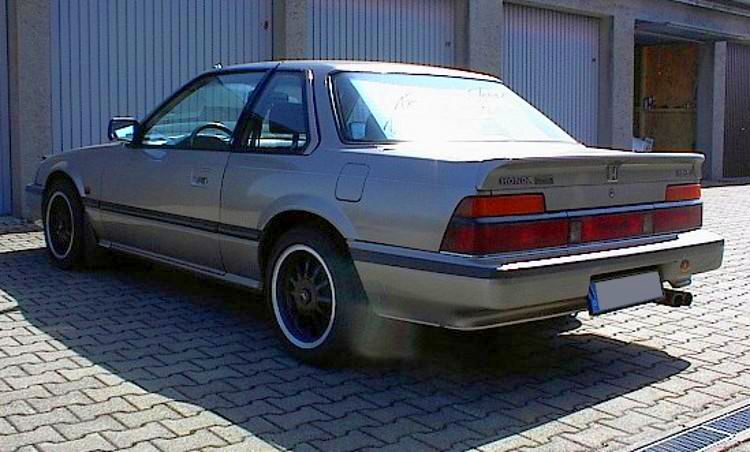

Випускалося з 1982 року. Оснащувалося моторами з карбюратором (ES1 - для внутрішнього ринку (CVCC, 2 основних, 1 допоміжний); ET - для європейського і північноамериканського ринку (два горизонтальні карбюратора), 1829 см³) і уприскуванням (ES3; В20А (1)) палива (з 1985 року). Потужність деяких модифікацій доходила до 140 к.с., а наприкінці випуску другого покоління випустили перехідну версію з двигуном, що розвиває потужність до 150 к.с. Усього таких було випущено 1000 одиниць. 500 з правим і 500 з лівим кермом.

### Двигуни
- 1,829 л A18A/ET 12v Р4
- 1,829 л ES CVCC 12v Р4
- 1,958 л B20A DOHC 16v Р4

## Третє покоління (BA3/4/5/7; 1987–1991)

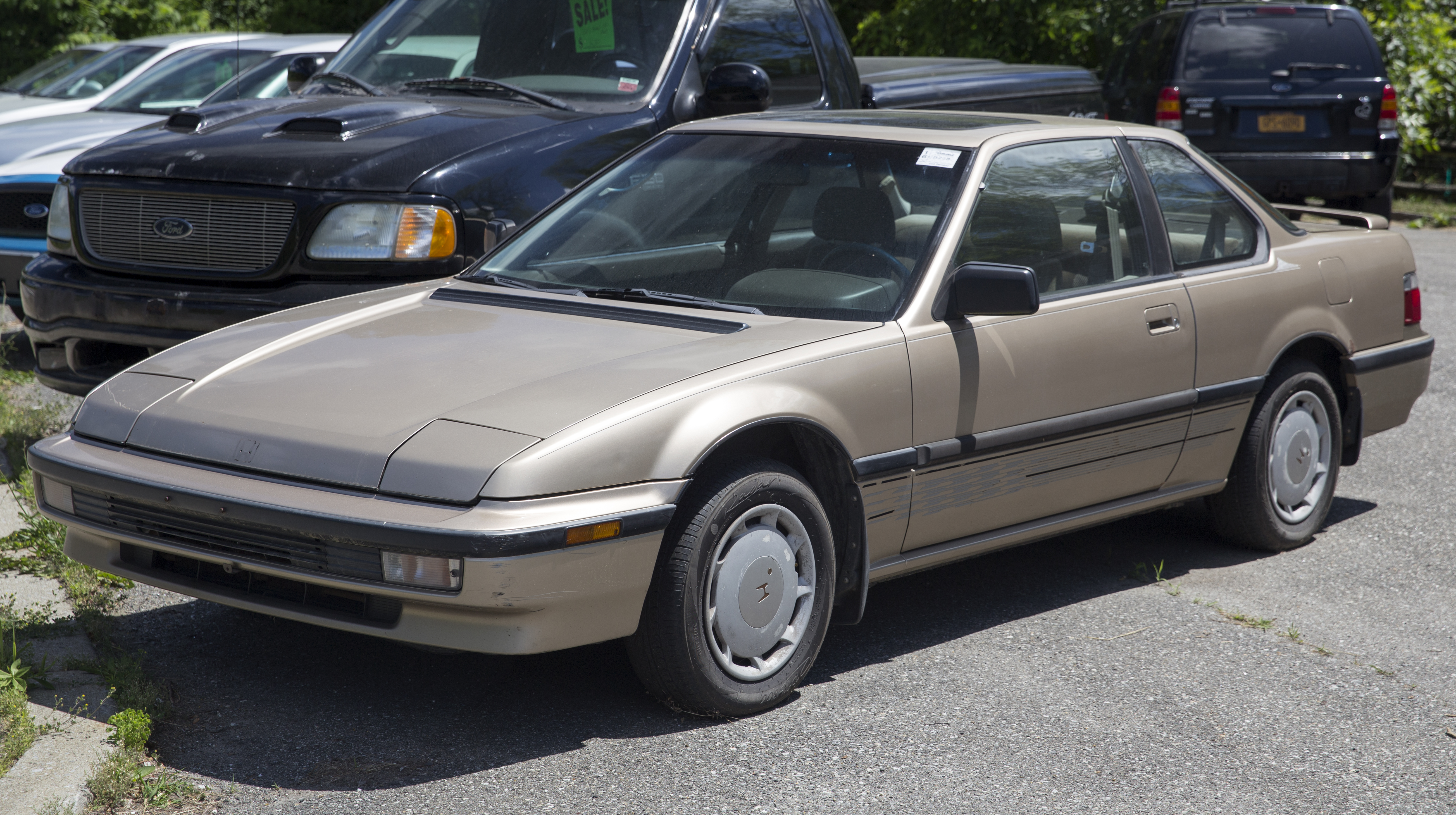
Третє покоління (1987–1991)

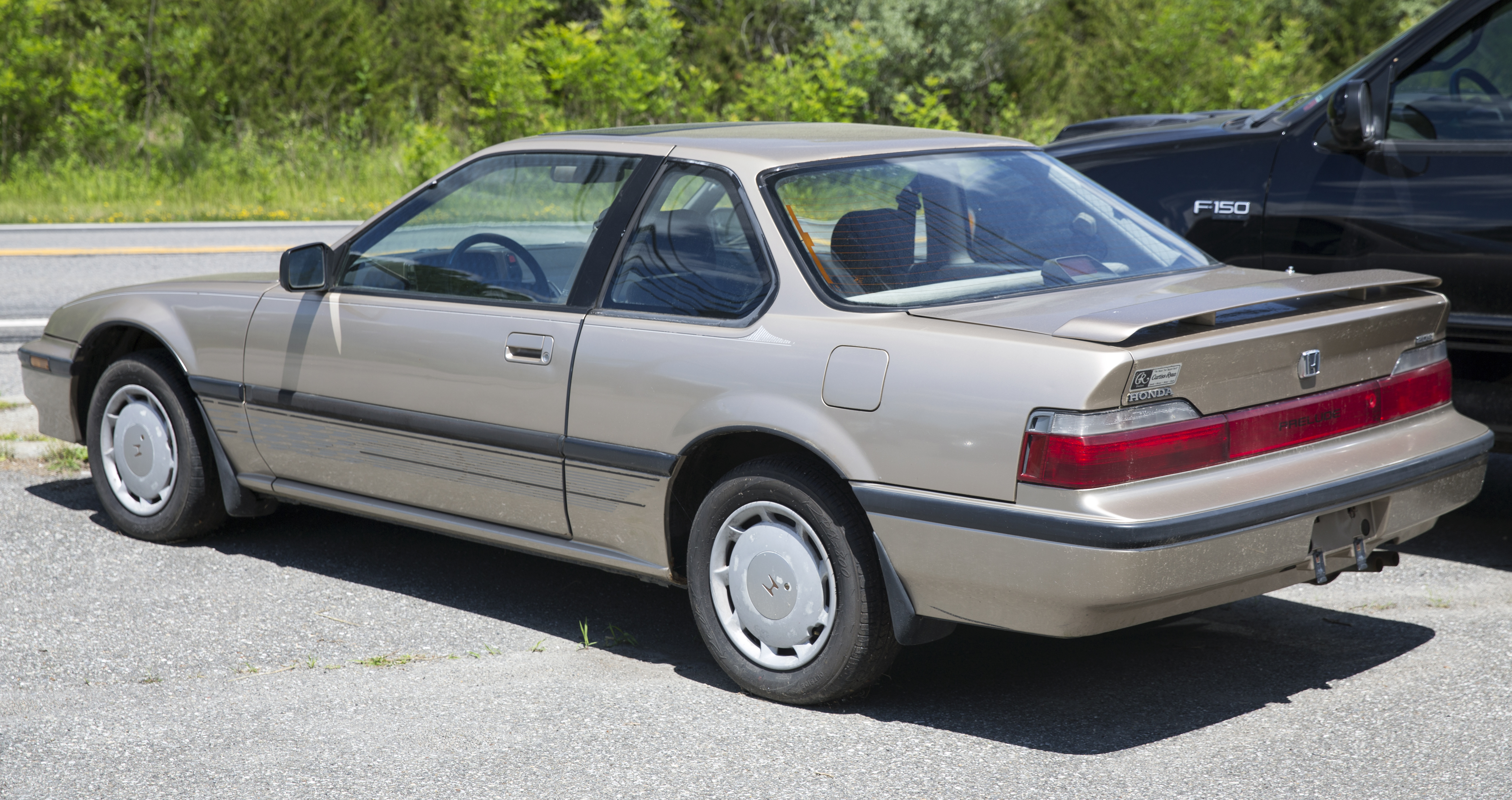

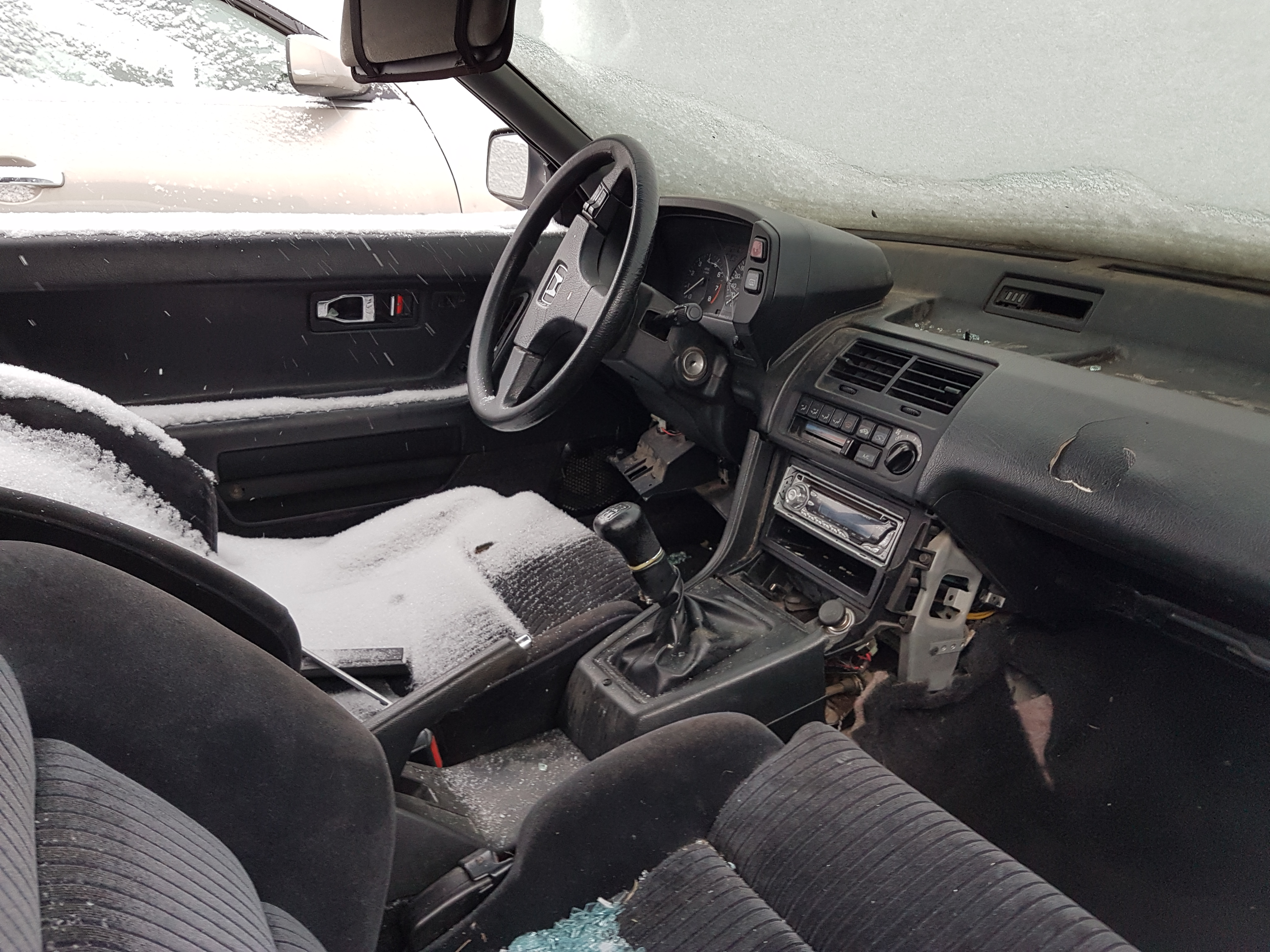

Третє покоління моделі успадкувало концепцію 2-го, що отримало більшу популярність як молодіжної машини "для побачень". "Складні" фари і низький "ніс", що додають Prelude схожість з автомобілями Ferrari, створюють широкий і низький клиноподібний силует. У поєднанні з маленькою кабіною виходить форма кузова, дуже схожа на 2-е покоління моделі.
Оснащувалося двигуном b20a і b21a. Оснащувалося п'яти ступінчастою механічною або чотирьох ступінчастою автоматичною трансмісією. Серед застосованих на цьому автомобілі передових технологій слід виділити систему 4WS (4-Wheel Steering), що забезпечує маневрування автомобіля шляхом повороту всіх чотирьох коліс. На цьому поколінні Prelude вона була застосована вперше в світі. Салон прекрасно оснащений і оформлений. Автомобіль виділяється відмінною керованістю і хорошою оглядовістю, завдяки спеціально сконструірованності стійок даху. В одній з комплектацій для його обробки використовувалася оленяча шкіра. Ця комплектація володіє більш високим класом, і кузов у неї обладнаний не "складними", а звичайними фарами.
У 1990 році Honda Prelude III отримала фейсліфтінг, в результаті якого злегка змінений дизайн задньої частини моделі і бамперів. Були змінені і багато деталей інтер'єру, поліпшена ергономіка панелі управління.

### Двигуни
- 2.0 л B20A3/A4 SOHC Р4
- 2.0 л B20A DOHC Р4
- 2.1 л B21A DOHC Р4

## Четверте покоління (BA8/9, BB1-BB4; 1991–1996)

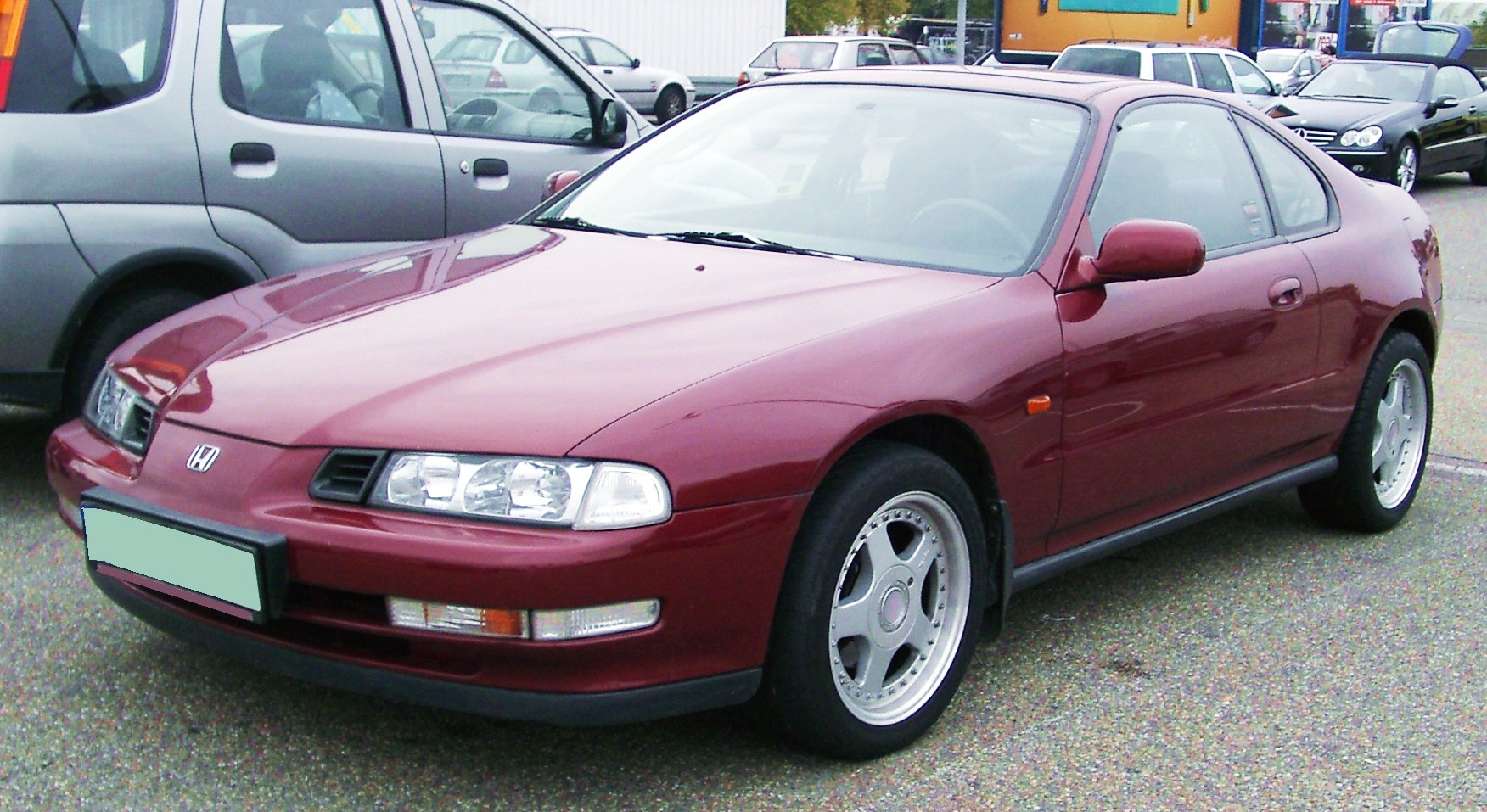
Четверте покоління (1992–1996)

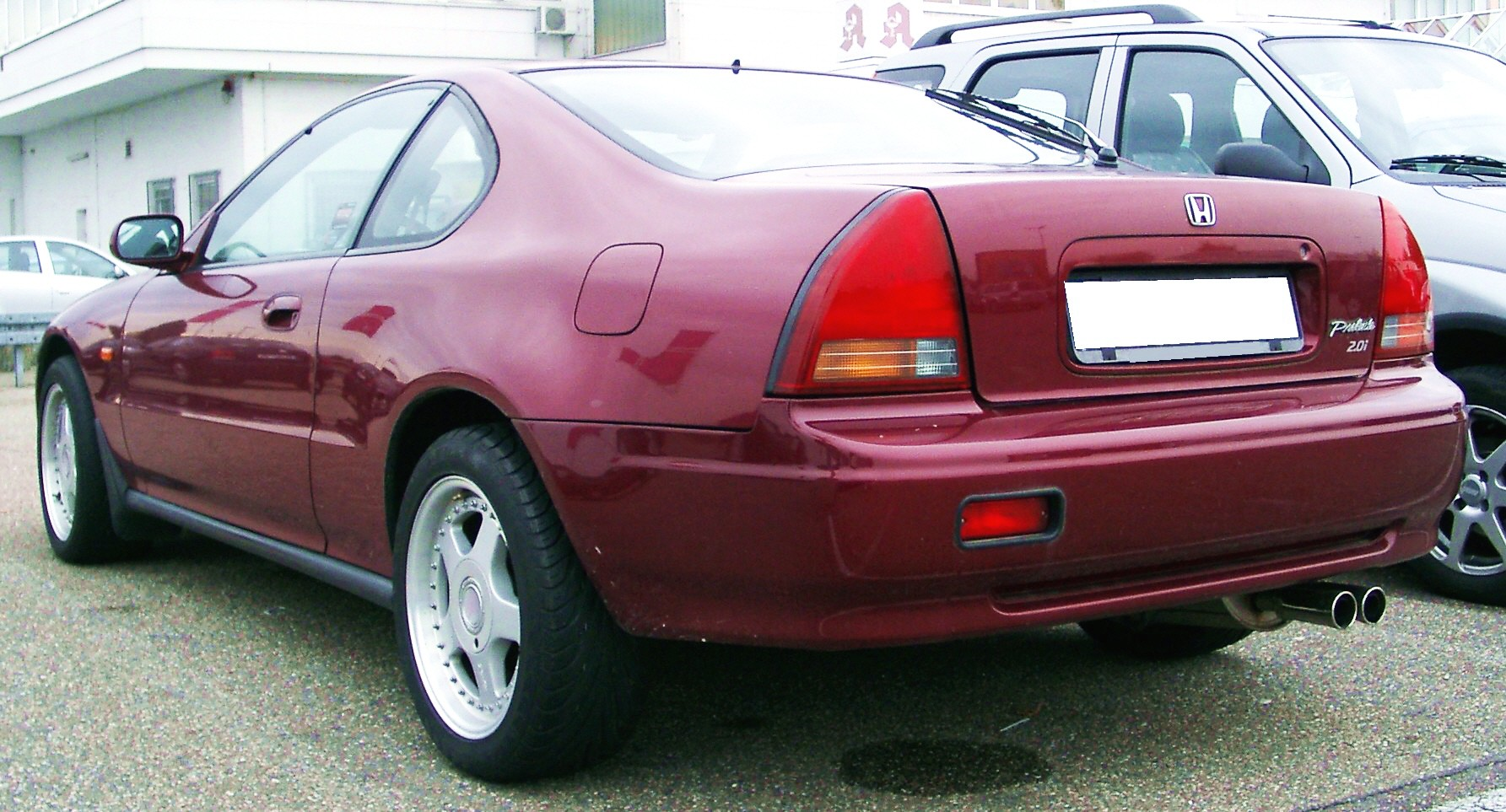
Четверте покоління (1992–1996)

У 1991 році, для японського ринку, розпочато випуск четвертого покоління автомобіля. На інші ринки автомобіль вийшов в 1992 році. Система 4WS стала електронною, а також стали використовуватися нові двигуни. Комплектація «S» оснащувалася F22B 160 к.с., «Si-VTEC» оснащувалася H22A 200 к.с., «Si» H23A1, «2.0i» 133 к.с. (93 КВт). Лейбл «Si-VTEC» використовувався до кінця 1993 року, після чого його скоротили до просто «VTEC». Має спільні вузли в передній підвісці з Хондою Акорд п'ятого і шостого покоління.

### Двигуни
- 2.2 л F22B DOHC Р4 160 к.с. (Японія)
- 2.2 л H22A DOHC VTEC Р4 200 к.с. (Японія)
- 2.2 л F22A1 SOHC Р4 135 к.с. (США)
- 2.3 л H23A1 DOHC Р4 160 к.с. (Європа, США і Канада)
- 2.2 л H22A1 DOHC VTEC Р4 190 к.с. (Європа, США і Канада)
- 2.2 л F22A1 SOHC Р4 131 к.с. (Європа)
- 2.2 л F22A1 SOHC Р4 133 к.с. (Канада)
- 2.0 л F20A4 DOHC Р4 133 к.с. (Австралія)
- 2.3 л H23A2 DOHC Р4 160 к.с. (Австралія)
- 2.2 л H22A2 DOHC VTEC Р4 185 к.с. (Австралія)

## П'яте покоління (BB5-BB9; 1996–2001)

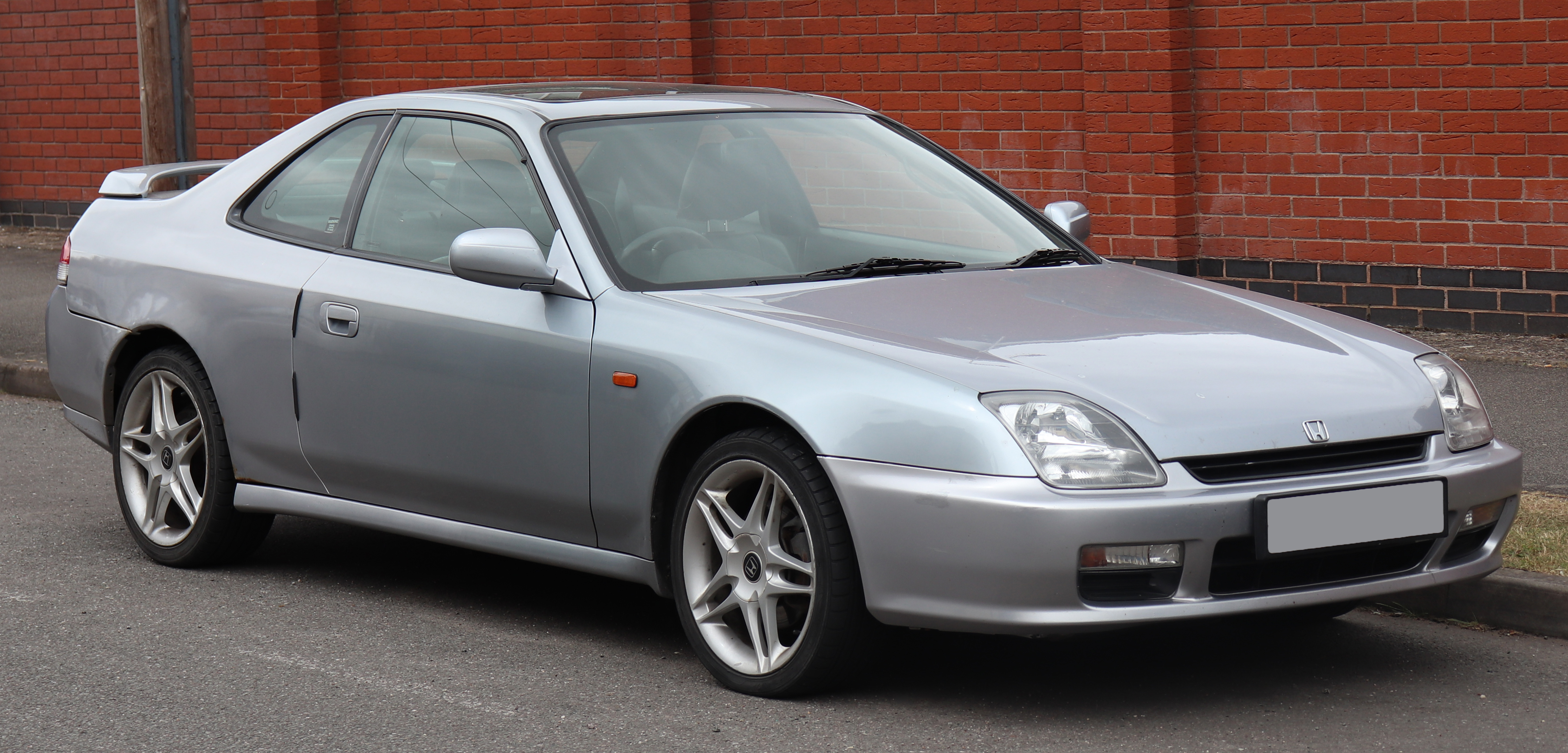
П'яте покоління (1996–2001)

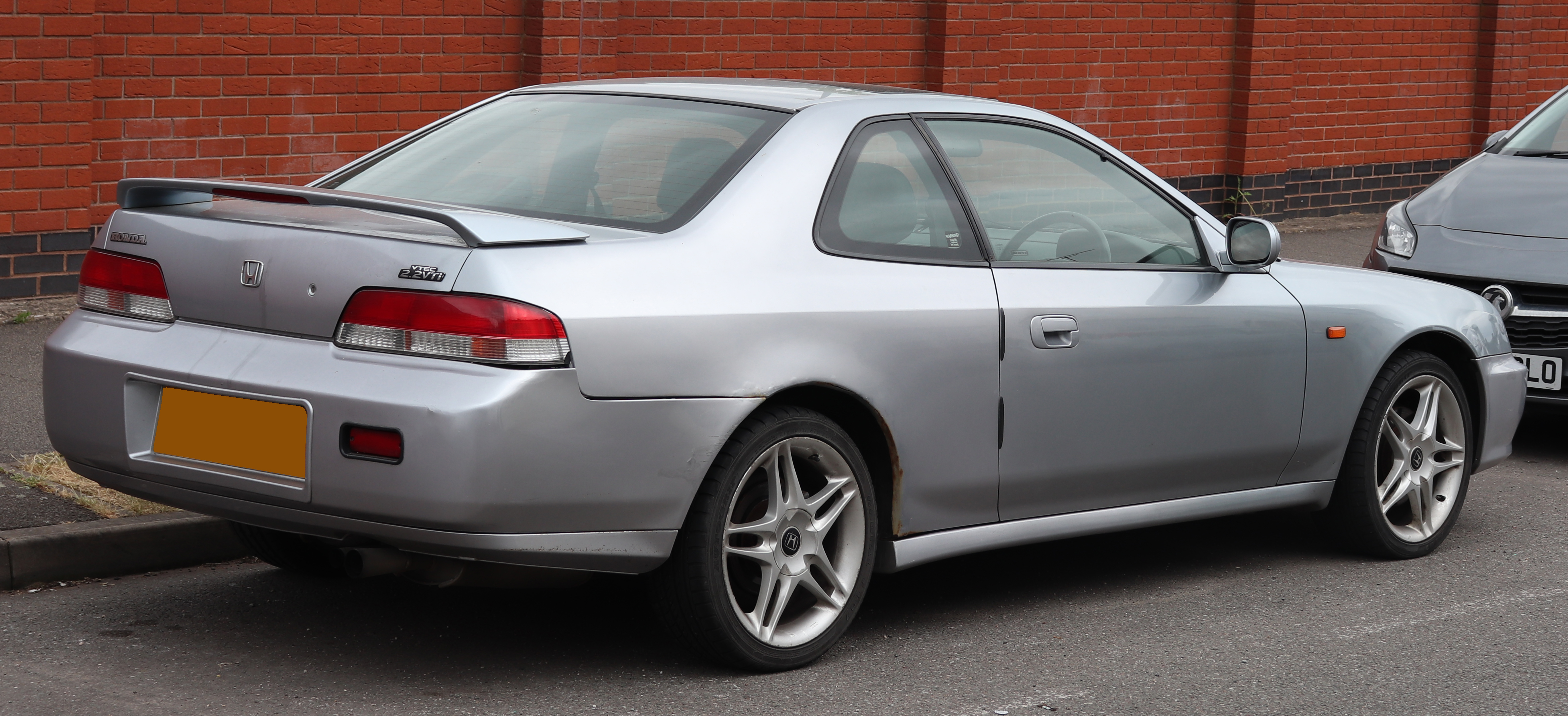
П'яте покоління (1996–2001)

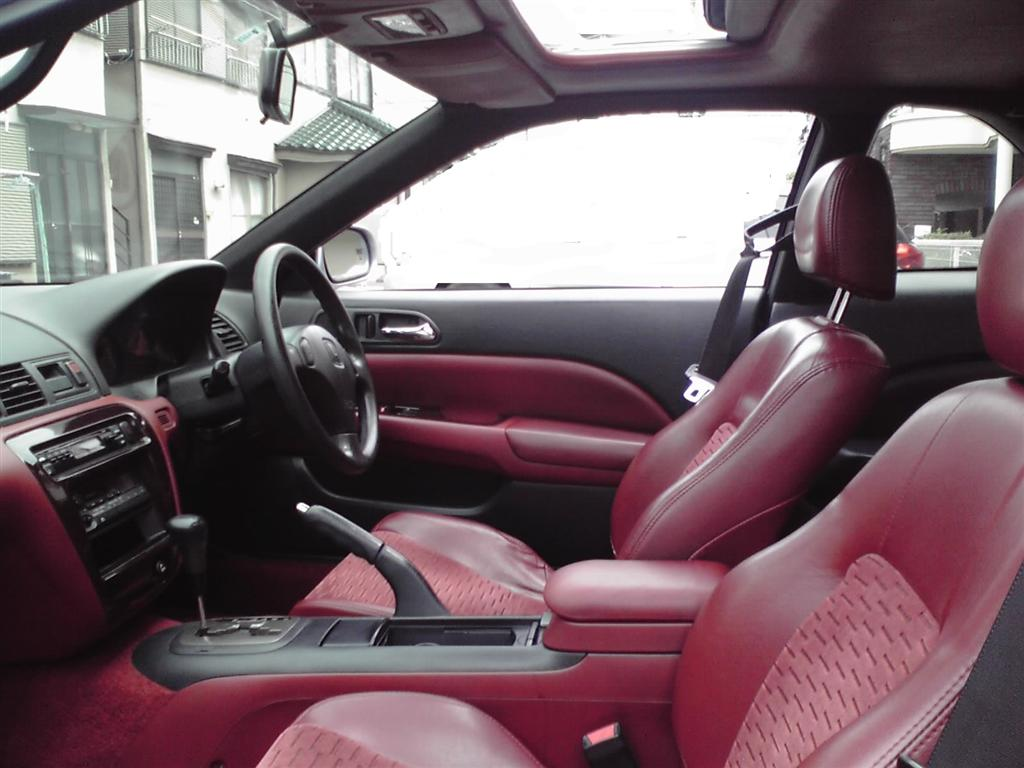

Випускалося з 1997 по 2001 рік. У даному кузові вперше потужність двигуна h22a була піднята до 220 к.с. Потужність і без того високофорсованого двигуна була піднята завдяки більш ретельного опрацювання впускного колектора із змінною геометрією, установці більш продуктивного дроселя, а також завдяки серйозним доопрацюванням в ГБЦ з установкою нових валів, пружин і поршнів. Також потрібні істотні доопрацювання в системі керування двигуном. Дані Редтопові мотори ставилися тільки в двох комплектаціях Type S і S Spec. Основні відмінність цих двох комплектацій - підвіска, рульовий механізм і відповідно керованість. Прелюди в комплектації Type S із заводу комплектуються системою ATTS - Системою перерозподілу крутного моменту по колесах, яка дозволяє автомобілю входити в поворот з набагато більшою швидкістю, ніж, приміром, c LSD як на Spec S - простим диференціалом підвищеного тертя, який при переборі з газом може винести назовні повороту. Система ATTS зав'язана з ABS, датчиком положення рульового колеса, газом, охолодженням, має свою масляну систему, і відповідно, машина з такою системою важить дещо більше. Але чого тільки варта обробка салону карбоном, агресивні шкали приладів і вишита напис Prelude на замшевого частини сидінь.
До елементів безпеки належать: антиблокувальна гальмівна система, подвійні подушки безпеки та система захисту від бокового удару. П’яте покоління купе пропонує фіксатори дитячих крісел.

### Двигуни
- 2.2 л F22B SOHC Р4 135 к.с. (Японія)
- 2.2 л F22B DOHC Р4 160 к.с. (Японія)
- 2.2 л H22A DOHC VTEC Р4 200 к.с. (Японія)
- 2.2 л H22A DOHC VTEC Р4 220 к.с. (Японія)
- 2.2 л H22A4 DOHC VTEC Р4 200 к.с. (Австралія, США і Канада)
- 2.0 л F20A1 SOHC Р4 133 к.с. (Європа)
- 2.2 л H22A5 DOHC VTEC Р4 185 к.с. (Європа)
- 2.2 л H22A8 DOHC VTEC Р4 200 к.с. (Європа)
- 2.2 л F22Z6 DOHC Р4 160 к.с. (Австралія)
- 2.2 л H22Z1 DOHC VTEC Р4 200 к.с. (Австралія)

## Шосте покоління (з 2025)

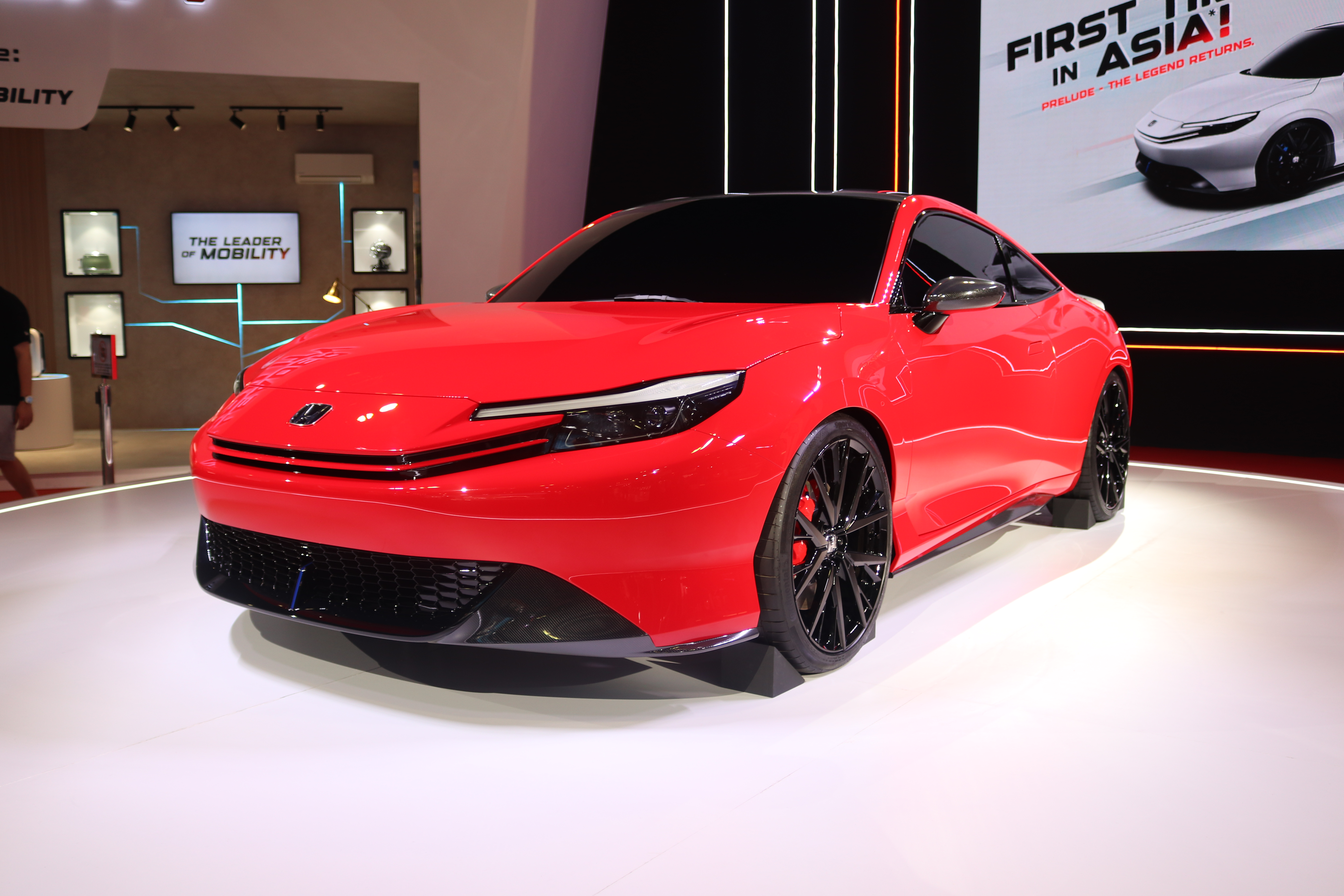
Honda Prelude Concept

Модель «Prelude» було відроджено для гібридного електричного автомобіля, представленого на Японській виставці мобільності 2023 року. Новий Prelude служить заміною купе Civic і Accord, які зняли з виробництва, і планується для глобального випуску приблизно в 2025 році.

### Двигун
- 2.0 л I4 143 к.с. 186 Нм + 2 електродвигуни з постійними магнітами 184 к.с. 315 Нм сумарно 327 к.с. 501 Нм.

## Продажі
| Покоління | Роки      | Авто    |
| --------- | --------- | ------- |
| 1         | 1979–1982 | 171,829 |
| 2         | 1983–1987 | 336,599 |
| 3         | 1988–1991 | 160,909 |
| 4         | 1992–1996 | 98,627  |
| 5         | 1997–2001 | 58,118  |
| Всього    |           | 826,082 |